# Dulce de leche

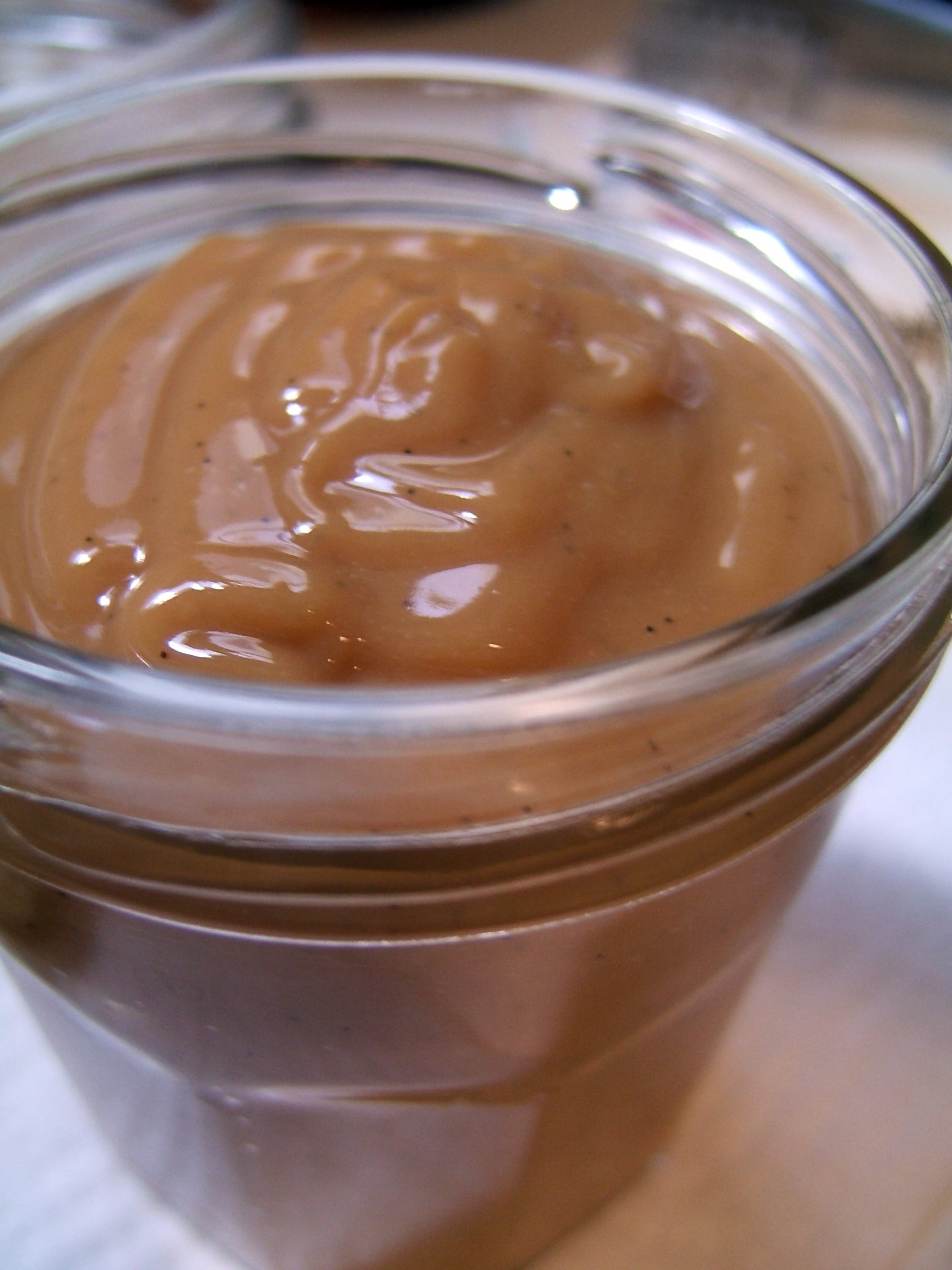
En glasburk dulce de leche

Dulce de leche är en latinamerikansk, söt, mjölkbaserad kräm. Den kan även beskrivas som en kolasås utan grädde.
Den framställs genom att man kokar mjölk och socker på svag värme under lång tid, oftast flera timmar. Vanligtvis tillsätter man vanilj som smaksättning. Krämen kan också framställas genom att man sjuder (oöppnade) konservburkar med kondenserad mjölk i vatten två till tre timmar. Dulce de leche kan även köpas färdig.
Dulce de leche används bland annat som fyllning i praliner eller i glass.

## Benämningar
- Dulce de leche (Argentina, Colombia, Ecuador, Paraguay, Bolivia, Uruguay, Spanien, Puerto Rico, Dominikanska republiken, Kuba, Venezuela, och länderna i Centralamerika.)
- Doce de leite (Brasilien)
- Manjar (Chile och Ecuador)
- Manjar blanco (Colombia, Peru, Bolivia och Panama)
- Confiture de lait (Frankrike)
- Arequipe (Venezuela, Colombia)
- Kajmak (Polen)
- Caramel (Nestlés namn på sin sås)
- Caramelo (Tjeckien)
- Hapå (Norge)
- вареная сгущёнка (Ryssland)
- Tsinuski (Finland)